# Navy Seals (película)
Navy Seals (Navy Seals: Comando especial en España y Navy Seals: Comando Tiburón en Hispanoamérica) es una película de acción estadounidense dirigida por Lewis Teague y protagonizada por Charlie Sheen, Michael Biehn y Joanne Whalley.

## Argumento
En Estados Unidos existen los Navy Seals, un equipo de élite de la Marina creado en 1962 por el presidente Kennedy. Un día el comandante de ese equipo de élite descubre que un núcleo terrorista árabe tiene armamento peligroso muy avanzado. Por ello, después de una reunión informativa del Pentágono, se le ordena volver a recuperar ese armamento y detener al líder terrorista del grupo radical Al Shuhada, que lo tiene.
El que va a encabezar el pelotón para esta misión será el teniente James Curran mientras que el teniente Dale Hawkins va a ser el segundo al mando al respecto.

## Reparto
| Actor           | Personaje         |
| --------------- | ----------------- |
| Charlie Sheen   | Tte. Dale Hawkins |
| Michael Biehn   | Tte. James Curran |
| Joanne Whalley  | Claire Varrens    |
| Rick Rossovich  | Leary             |
| Cyril O'Reilly  | Rexer             |
| Bill Paxton     | Dane              |
| Dennis Haysbert | Graham            |
| Paul Sanchez    | Ramos             |

## Producción
Al principio se quería que Ridley Scott dirigiera la obra cinematográfica, pero las negociaciones fracasaron. Entonces los productores se reunieron con Roger Donaldson, pero él se negó, porque no le gustó el guion. Finalmente contrataron a Richard Marquand, pero su muerte en 1987 detuvo la preproducción hasta que Lewis Teague fue contratado como reemplazo del fallecido director.
Para hacer la película se contrató entre otros a ocho ex SEALs de la Marina. Con ellos los actores realizaron un curso de capacitación de dos semanas en el norte de Virginia, participando en maniobras de campo y entrenamiento con armas. Se les entrenó también para entrenarlos y ocasionalmente realizar acrobacias. Como la Marina de los Estados Unidos se negó a cooperar con la película, ya que veían a los Navy SEALS (SEALS de la Marina) todavía como un asunto ultrasecreto se contrató para ello entonces a la Armada española para que proporcionase submarinos, acorazados y helicópteros estadounidenses, mientras que el Ejército español proporcionó tanques, APC y actores de fondo.
Una vez preparado todo, se empezó con el rodaje en otoño de 1989 en Virginia Beach y cerca de la Estación Naval de Norfolk, Virginia. El 1 de noviembre de 1989, el rodaje se trasladó al sur de España y se utilizaron allí los puertos mediterráneos de Tarifa, Cádiz y Cartagena para que imitasen puertos árabes. También se filmó en Almería para imitar los correspondientes lugares árabes del filme. Finalmente, una vez terminado el rodaje y la potproducción, se estrenó la película el 20 de julio de 1990.

## Recepción
Aunque la película no tuvo éxito en los cines, lo tuvo más en vídeo, cuando fue estrenada en ese ámbito el 31 de enero de 1991.
En el presente la obra cinematográfica ha sido valorada en portales cinematográficos y por críticos profesionales. En IMDb, con aproximadamente 18 000 votos registrados por parte de los usuarios, la película obtiene una media ponderada de 5,5 sobre 10. En cuanto a Rotten Tomatoes, los más de 10 000 votos registrados en el portal dieron a este filme una valoración media de 3,1 de 5, mientras que los 33 críticos profesionales, que valoraron la película en ese portal, le dieron una valoración media de 4,4 de 10 llegando al consenso, de que el filme una película de propaganda de reclutamiento militar no ganadora. También cabe destacar, que en el periódico La Vanguardia los usuarios que dieron su opinión allí le dieron a la película una aprobación del 53%.